# Labrador Records
Labrador Records — шведская независимая звукозаписывающая компания из Стокгольма, специализирующаяся на выпуске исполнителей инди-попа, шугейза и тви-попа. Наиболее известные клиенты лейбла — Club 8, Acid House Kings, The Starlet, Douglas Heart, The Radio Dept и другие. Несмотря на узкую направленность, фирма снискала популярность у относительно большого количества поклонников как в Европе, так и в Азии и Америке.

## История
Labrador был основан Бенгтом Рамом в 1997 году в Мальмё по образцу нишевых британских звукозаписывающих компаний и шведских фэнзинов, таких как A Zero One и Benno. Одной из первых групп, подписавших контракт с лейблом, была шведская группа Club 8. Участник Club 8 Йохан Ангергорд (швед. Johan Angergård) ранее руководил звукозаписывающей компанией Summersound Recordings вместе с участниками группы Acid House Kings. В конце концов, Summersound и Labrador объединились под названием Labrador Records, и штаб-квартира новой компании была перенесена в Стокгольм. Йохан Ангергорд отвечал за «все, что имело отношение к музыке», в то время как графический дизайнер Маттиас Берглунд занимался обложками, веб-сайтами и плакатами, а Бенгт Рам был просто партнёром.

## Исполнители
| - Acid House Kings - Club 8 - Det Vackra Livet - Ingenting - Johan Hedberg - The Legends - Little Big Adventure - Amanda Mair - The Mary Onettes - Pallers - Pelle Carlberg - Sambassadeur - The Sound of Arrows - Starlet - Suburban Kids with Biblical Names | - Aerospace - Cinnamon - Afraid of Stairs - Happydeadmen - Airliner - Chasing Dorotea - Corduroy Utd. - Irene - Douglas Heart - Edson - Lasse Lindh - Laurel Music - Leslies - Loveninjas - Mondial - Ronderlin - South Ambulance - Tribeca - Waltz For Debbie - Wan Light - The Radio Dept |

## Сборники
- 1998: Sleeping Single
- 1998: A Single Bite
- 1999: Summer Weddings
- 2002: David Design
- 2002: The Sound Of Young Sweden
- 2004: Labrador Kingsize
- 2007: Labrador 100